# Boyd (Minnesota)
Pour les articles homonymes, voir Boyd.
Boyd est une ville américaine située dans le Comté de Lac qui Parle, dans le Minnesota. Selon le recensement de 2010, sa population est de 175 habitants.